# Eric Nottage
Eric Nottage (* 10. Dezember 1994) ist ein US-amerikanischer Basketballspieler.

## Werdegang
Nottage wuchs im US-Bundesstaat Florida auf. Als Student spielte er Basketball für die Hochschulmannschaften des Tallahassee Community College (2013 bis 2015) und der Florida International University (2015 bis 2017).
Nachdem er im Spieljahr 2017/18 vereinslos gewesen war, begann der US-Amerikaner seine Laufbahn als Berufsbasketballspieler 2018 bei BK 04 AC LB Spišská Nová Ves in der Slowakei. Im Laufe der Saison schloss er sich Gurjaani Delta aus Georgien an und wurde mit der Mannschaft Staatsmeister. 2019/20 stand er wieder beim slowakischen Verein unter Vertrag.
Als Spieler von SAM Basket Massagno erzielte er während der Saison 2020/21 in der Schweizer Nationalliga im Durchschnitt 15,7 Punkte, 6,7 Vorlagen und 5,2 Rebounds und nahm hernach ein Angebot des französischen Zweitligisten Olympique d’Antibes an. Bereits Anfang November 2021 trennten sich Antibes und Nottage wieder. Er setzte seine Laufbahn bei Dinamo Bukarest fort. Auch bei Dinamo blieb er nur kurz, im Januar 2022 wechselte Nottage zu den Lions de Genève in die Schweiz.
Zur Saison 2022/23 ging er zu KK Rabotnički Skopje nach Nordmazedonien. Fribourg Olympic wurde 2023 Nottages dritter Verein in der Schweiz. Mit den Freiburgern wurde er 2024 Schweizer Meister, Pokalsieger und Ligapokalsieger. Vom Fachmedium Eurobasket.com wurde Nottage als bester Spieler der Finalserie um die Schweizer Meisterschaft sowie des Pokalwettbewerbs ausgezeichnet. 2025 wechselte er zum französischen Zweitligisten ADA Blois.